# فرودگاه اولبیا - کاستا اسمرالدا
فرودگاه اولبیا - کاستا اسمرالدا (به انگلیسی: Olbia – Costa Smeralda Airport) یک فرودگاه همگانی با کد یاتا OLB است که یک باند فرود بتن و آسفالت دارد و طول باند آن ۲۴۴۶ متر است. این فرودگاه در شهر البیا کشور ایتالیا قرار دارد و در ارتفاع ۱۱ متری از سطح دریا واقع شده‌است.

## شرکت‌های هواپیمایی و مقصدهای پروازی
The following airlines operate regular scheduled and charter flights to and from Olbia:
| شرکت‌های هواپیمایی                             | مقصدهای پروازی |
| --------------------------------------------- | --- |
| ایربالتیک                                     | فصلی: ریگا |
| آلیتالیا اجرا توسط آلیتالیا سیتی‌لاینر         | فصلی: بلوونی گوگلیلمو مارکونی، کریستف کلمب جنوا، ناپل، گالیله |
| آسترین ایرلاینز                               | فصلی: وین Seasonal charter: بولزانو |
| بریتیش ایرویز                                 | فصلی: هیترو لندن |
| بروکسل ایرلاینز                               | فصلی: بروکسل |
| ایزی‌جت                                        | میلانو مالپنسا فصلی: اسخیپول آمستردام، برلین شونفلد، بریستول، گاتویک، لوتن لندن، لیون-سینت اگزوپری، منچستر، ناپل، نیس کوت دازور، شارل دوگل پاریس، اورلی، تولوز-بلانیاک، ونیز مارکو پولو                                                                               |
| easyJet Switzerland                           | فصلی: بازل-مولوز-فرایبورگ اروپا، ژنو |
| ادلوایس ایر                                   | فصلی: زوریخ |
| یورو وینگز operate by Eurowings Europe        | فصلی: زالتسبورگ |
| یورو وینگز operate by جرمن‌وینگز               | فصلی: کلن بن، دوسلدورف، هامبورگ، اشتوتگارت |
| Helvetic Airways                              | فصلی: برن |
| ایبریا ایرلاین اجرا توسط ایر نوستروم          | فصلی: مادرید-باراخاس |
| لوفت‌هانزا رجینال اجرا توسط ایر دولومیتی       | فصلی: مونیخ |
| لوفت‌هانزا رجینال اجرا توسط لوفت‌هانزا سیتی‌لاین | فصلی: فرانکفورت |
| مریدیانا                                      | بلوونی گوگلیلمو مارکونی , لینیت , ناپل، لئوناردو دا وینچی-فیومیچینو فصلی: باری، اوریو آل سریو، کاتانیا-فونتاناروسا، پره‌تولا، بوریسپیل، گاتویک، مادرید-باراخاس، میلانو مالپنسا، مارسی پروانس، دوموده‌دوو، نیس کوت دازور، بن گوریون، تورین کاسله، ونیز مارکو پولو، ورونا |
| میسترال ایر                                   | فصلی: آنکونا، اوریو آل سریو، پره‌تولا، آبروتزو چارتر فصلی: مووستار |
| نوردویند ایرلاینز                             | چارتر فصلی: تولمچوا |
| نروجین ایر شاتل                               | فصلی: کپنهاگ، گاردرموئن اسلو، استکهلم-آرلاندا |
| People's Viennaline                           | چارتر فصلی: وین |
| هواپیمایی اسکاندیناوی                         | فصلی: کپنهاگ، گاردرموئن اسلو |
| اسکای‌ورک ایرلاینز                             | فصلی: برن |
| اسمارت‌وینگز اجرا توسط تراول سرویس ایرلاینز    | فصلی: پراگ رازیون |
| اسمارت‌وینگز اجرا توسط Travel Service Polska   | فصلی: شوپن ورشو |
| اسمارت‌وینگز اجرا توسط تراول سرویس             | فصلی: ام. آر. استفانیک |
| سوئیس اینترنشنال ایرلاینز                     | فصلی: ژنو |
| Thomas Cook Airlines                          | چارتر فصلی: گاتویک |
| Thomson Airways                               | فصلی: گاتویک، منچستر |
| ترانساویا.کام                                 | فصلی: اسخیپول آمستردام |
| TUI fly Belgium                               | فصلی: بروکسل |
| ولوتی                                         | فصلی: باری، بوردو–مریگناک، کریستف کلمب جنوا، نانت آتلانتیک، ناپل، پالرمو، استراسبورگ، تورین کاسله، ونیز مارکو پولو، ورونا |
| ویولینگ                                       | فصلی: بارسلونا-ال پرات |